# Zonopetala didymosticha
Zonopetala didymosticha es una especie de mariposa de la familia Oecophoridae.
Fue descrita científicamente por Turner en 1946.